# (8291) Bingham
(8291) Bingham est un astéroïde de la ceinture principale.

## Description
(8291) Bingham est un astéroïde de la ceinture principale. Il fut découvert le 2 septembre 1992 à La Silla par Eric Walter Elst. Il présente une orbite caractérisée par un demi-grand axe de 2,59 UA, une excentricité de 0,23 et une inclinaison de 3,9° par rapport à l'écliptique.

## Compléments